# الهيئة التشريعية التشيكية
الهيئة التشريعية التشيكية (بالتشيكية: Poslanecká sněmovna Parlamentu České republiky )‏ هي الهيئة التشريعية في التشيك، التي تأسست في 1 يناير 1993، وتتكون من 200 مقعداً، يقع المقر الرئيسي لها في Thun Palace ‏، وتبلغ عدد دوائرها الانتخابية 14 دائرة، وهي المجلس الأدنى في برلمان التشيك.

## طالع أيضًا
- برلمان التشيك